# Couperuspenning
De Couperuspenning is een bronzen penning die regelmatig (meestal jaarlijks) wordt toegekend aan een persoon die zich op buitengewone wijze heeft ingezet om de nagedachtenis aan de Nederlandse schrijver Louis Couperus (1863-1923) levend te houden.

## Geschiedenis
De penning werd ingesteld in 2006 en is een gezamenlijk initiatief van het Louis Couperus Genootschap en het Louis Couperus Museum. De penning werd aanvankelijk jaarlijks toegekend, maar na 2010 volgde pas weer een toekenning in 2013. Tot nu toe (2022) is de penning negen maal uitgereikt.

## Ontvangers
- 2006. José Buschman, oprichter van het (tweede) Louis Couperus Genootschap.
- 2007. Maarten Klein, onder andere auteur van Noodlot en wederkeer. De betekenis van de filosofie in het werk van Louis Couperus. Maastricht, 2000.
- 2008. Eugenie Boer, tussen 1997 en 2008 conservator van het Louis Couperus Museum
- 2009. Martijn Icks, maker van de tentoonstelling 'De weifelende sekse. Opvattingen over homoseksualiteit rond 1900 en het werk van Louis Couperus' (2003-2004) in het Louis Couperus Museum en auteur van het proefschrift Images of Elagabalus. Nijmegen 2008.
- 2010. Peter Hoffman, tussen 2001 en 2009 hoofdredacteur van Arabesken. Initiatiefnemer en redacteur van de websites louiscouperus.nl en rond1900.nl.
- 2013. Bas Heijne, voor zijn essay Angst en schoonheid en zijn bijdrage aan de filmdocumentaire Louis Couperus - niet te stillen onrust
- 2014. Petra Teunissen-Nijsse, voor haar langjarige inzet voor het Louis Couperus Genootschap.
- 2015. Frans van der Linden, voor zijn buitengewone inspanningen voor het Louis Couperus Museum.
- 2018. Pieter Verhaar, voor jarenlange inspanningen t.b.v. het Louis Couperus Genootschap